# Denzel Dumfries
Denzel Justus Morris Dumfries (sinh ngày 18 tháng 4 năm 1996) là một cầu thủ bóng đá chuyên nghiệp người Hà Lan hiện đang thi đấu ở vị trí hậu vệ phải cho câu lạc bộ Serie A Inter Milan và đội tuyển bóng đá quốc gia Hà Lan.
Dumfries bắt đầu sự nghiệp cao cấp của mình vào năm 2014 tại Sparta Rotterdam, giúp họ thăng hạng Eredivisie vào năm 2016 với tư cách là Tài năng của năm. Năm 2017, anh gia nhập Heerenveen, trước khi chuyển đến PSV vào năm sau, cuối cùng trở thành đội trưởng câu lạc bộ. Năm 2021, Dumfries gia nhập đội bóng Serie A Inter Milan.
Sinh ra ở Hà Lan với cha là người Aruba, Dumfries ban đầu đại diện quốc tế cho Aruba vào năm 2014, trước khi chuyển sang khoác áo cho đội tuyển Hà Lan. Anh đã có trận ra mắt đội tuyển cấp chuyên nghiệp của mình vào năm 2018, từ đó anh đại diện cho Hà Lan tham dự tại UEFA Euro 2020, FIFA World Cup 2022 và UEFA Euro 2024.

## Thống kê sự nghiệp

### Câu lạc bộ
Tính đến ngày 27 tháng 4 năm 2022
| Câu lạc bộ          | Mùa giải            | Giải vô địch        | Giải vô địch | Giải vô địch | Cúp quốc gia | Cúp quốc gia | Châu lục | Châu lục | Khác | Khác | Tổng cộng | Tổng cộng |
| Câu lạc bộ          | Mùa giải            | Hạng đấu            | Trận         | Bàn          | Trận         | Bàn          | Trận     | Bàn      | Trận | Bàn  | Apps      | Bàn       |
| ------------------- | ------------------- | ------------------- | ------------ | ------------ | ------------ | ------------ | -------- | -------- | ---- | ---- | --------- | --------- |
| Sparta Rotterdam    | 2014–15             | Eerste Divisie      | 3            | 0            | 0            | 0            | —        | —        | —    | —    | 3         | 0         |
| Sparta Rotterdam    | 2015–16             | Eerste Divisie      | 31           | 1            | 2            | 0            | —        | —        | —    | —    | 33        | 1         |
| Sparta Rotterdam    | 2016–17             | Eredivisie          | 31           | 1            | 5            | 0            | —        | —        | —    | —    | 36        | 1         |
| Sparta Rotterdam    | Total               | Total               | 65           | 2            | 7            | 0            | 0        | 0        | 0    | 0    | 72        | 2         |
| Heerenveen          | 2017–18             | Eredivisie          | 33           | 3            | 2            | 0            | —        | —        | 2    | 1    | 37        | 4         |
| PSV Eindhoven       | 2018–19             | Eredivisie          | 34           | 4            | 0            | 0            | 8        | 0        | 1    | 0    | 43        | 4         |
| PSV Eindhoven       | 2019–20             | Eredivisie          | 25           | 7            | 2            | 0            | 12       | 1        | 1    | 0    | 40        | 8         |
| PSV Eindhoven       | 2020–21             | Eredivisie          | 30           | 2            | 3            | 1            | 8        | 1        | —    | —    | 41        | 4         |
| PSV Eindhoven       | Total               | Total               | 89           | 13           | 5            | 1            | 28       | 2        | 2    | 0    | 124       | 16        |
| Inter Milan         | 2021–22             | Serie A             | 33           | 5            | 4            | 0            | 7        | 0        | 1    | 0    | 45        | 5         |
| Inter Milan         | 2022–23             | Serie A             | 34           | 1            | 5            | 0            | 12       | 1        | 0    | 0    | 51        | 2         |
| Inter Milan         | 2023–24             | Serie A             | 30           | 4            | 0            | 0            | 5        | 0        | 0    | 0    | 35        | 4         |
| Inter Milan         | Total               | Total               | 97           | 10           | 9            | 0            | 24       | 1        | 1    | 0    | 131       | 11        |
| Tổng cộng sự nghiệp | Tổng cộng sự nghiệp | Tổng cộng sự nghiệp | 284          | 28           | 23           | 1            | 52       | 3        | 5    | 1    | 364       | 33        |

1. ↑  Appearances in Eredivisie European play-offs
2. 1 2  Appearance in Johan Cruyff Shield
3. 1 2 3
4. ↑  Appearance in Supercoppa Italiana

### Quốc tế
Tính đến ngày 26 tháng 3 năm 2024
| Đội tuyển quốc gia | Năm       | Trận | Bàn |
| ------------------ | --------- | ---- | --- |
| Aruba              | 2014      | 2    | 1   |
| Tổng cộng          | Tổng cộng | 2    | 1   |
| Hà Lan             | 2018      | 3    | 0   |
| Hà Lan             | 2019      | 6    | 0   |
| Hà Lan             | 2020      | 5    | 0   |
| Hà Lan             | 2021      | 16   | 3   |
| Hà Lan             | 2022      | 12   | 3   |
| Hà Lan             | 2023      | 8    | 0   |
| Hà Lan             | 2024      | 2    | 0   |
| Tổng cộng          | Tổng cộng | 52   | 6   |

Tỷ số và kết quả liệt kê bàn thắng của Aruba để trước, cột bàn thắng cho biết tỷ số sau mỗi bàn thắng của Dumfries.
| # | Ngày                | Địa điểm                            | Đối thủ | Bàn thắng | Kết quả | Giải đấu |
| - | ------------------- | ----------------------------------- | ------- | --------- | ------- | -------- |
| 1 | 30 tháng 3 năm 2014 | Trinidad Stadium, Oranjestad, Aruba | Guam    | 1–0       | 2–0     | Giao hữu |

Tỷ số và kết quả liệt kê bàn thắng của Hà Lan để trước, cột bàn thắng cho biết tỷ số sau mỗi bàn thắng của Dumfries.
| # | Ngày                 | Địa điểm                                       | Đối thủ   | Bàn thắng | Kết quả | Giải đấu                      |
| - | -------------------- | ---------------------------------------------- | --------- | --------- | ------- | ----------------------------- |
| 1 | 13 tháng 6 năm 2021  | Johan Cruyff Arena, Amsterdam, Hà Lan          | Ukraina   | 3–2       | 3–2     | UEFA Euro 2020                |
| 2 | 17 tháng 6 năm 2021  | Johan Cruyff Arena, Amsterdam, Hà Lan          | Áo        | 2–0       | 2–0     | UEFA Euro 2020                |
| 3 | 11 tháng 10 năm 2021 | De Kuip, Rotterdam, Hà Lan                     | Gibraltar | 4–0       | 6–0     | Vòng loại FIFA World Cup 2022 |
| 4 | 3 tháng 6 năm 2022   | Sân vận động Nhà vua Baudouin, Brussels, Bỉ    | Gibraltar | 4–0       | 4–1     | UEFA Nations League 2022–23   |
| 5 | 11 tháng 6 năm 2022  | De Kuip, Rotterdam, Hà Lan                     | Ba Lan    | 2–2       | 2–2     | UEFA Nations League 2022–23   |
| 6 | 3 tháng 12 năm 2022  | Sân vận động Quốc tế Khalifa, Al Rayyan, Qatar | Hoa Kỳ    | 3–1       | 3–1     | FIFA World Cup 2022           |

## Danh hiệu

### Câu lạc bộ

#### Sparta Rotterdam
- Eerste Divisie: 2015–16

#### Inter Milan
- Serie A: 2023–24[3]
- Coppa Italia: 2021–22, 2022–23
- Supercoppa Italiana: 2021, 2022, 2023

### Individual
- Eredivisie Team of the Year: 2018–19[4]